# جناح جمهوری‌خواهان (جنگ داخلی اسپانیا)

پرچم جمهوری دوم اسپانیا.

جناح جمهوری خواهان (اسپانیایی: Bando republicano‎) که همچنین به نام جناح وفادار شناخته می شدند در جنگ داخلی اسپانیا از سال ۱۹۳۶ تا ۱۹۳۹ به حمایت از تأسیس دولت دوم جمهوری اسپانیا در مقابل جناح ناسیونالیست یا شاخه نظامی شورشی پرداختند. نام جمهوری خواهان ([republicanos] Error: {{Lang}}: متن دارای نشانه‌گذاری ایتالیک است (راهنما)) عمدتاً توسط خود اعضا و هواداران این جناح استفاده می شد در حالی مخالفان برای این جناح از نام روهو Rojos (قرمز) برای نامیدن این جناح استفاده می‌نمودند.

#### CNT/FAI

CNT/FAI

#### UGT

UGT

## شرکت کنندگان

### گروه های سیاسی

جبهه

#### ملی گرایان

##### باسک
- حزب ملی باسک
- باسک ملی اقدام

##### کاتالان
- کاتالان ناسیونالیسم

### نظامی

#### ارتش مردمی جمهوری خواه
در اکتبر سال ۱۹۳۶ دولت جمهوریخواه در ویتوریا شروع به یک فرایند سازماندهی مجدد با استفاده از از واحدهای تکه تکه شده ارتش کرد. خود را گرانتر به مردم جمهوری خواه ارتش (اسپانیایی: Ejército Popular de la República‎های EPR) شامل کسانی که اسپانیایی جمهوری خواه ارتش واحد است که تا به حال باقی مانده وفادار به جمهوری اسلامی و شبه نظامیان عضو بودند که یکپارچه به ساختار جدید است.

#### شاخه های دیگر
- نیروی دریایی جمهوری خواه اسپانیا
- کاریبینارز Carabineros; یکی از واحدهای اجرای قانون که ژنرال‌های طرفدار کودتای ۱۹۳۶ کمترین پشتیبانی را از آن دیدند.
- گارد شهری (مدنی)
- گاردهای آسالتو
- نیروی هوایی جمهوری اسپانیا

#### تیپ‌های بین‌المللی و دیگر داوطلبان خارجی

گردان‌های بین‌المللی

حداقل ۴۰۰۰۰ داوطلب از ۵۲ ملت، اکثراً  سوسیالیست ، کمونیست . و آنارشیست‌ها و مبارزه برای طرف.
اکثریت قریب به اتفاق این افراد که قریب به ۳۲۰۰۰ نفر مرد و زن بودند در خدمت یگان بین‌الملل سازماندهی شدند.

#### ارتش‌های منطقه‌ای
- ارتش باسک
- نیروی دریایی موازی باسک

## پشتیبانی مستقیم خارجی

### مکزیک

ایالات متحده مکزیک

مکزیک به‌طور کامل و علنی از دولت اسپانیا و جمهوری خواهان حمایت کرد. مکزیک از دنباله‌روی آن انگلیس و فرانسه در پیشنهاد عدم مداخله سرباز زد. رئیس جمهور لزرو کردنس این جنگ را شبیه به انقلاب خود مکزیک می‌دید اگر چه بخش بزرگی از جامعه مکزیک طرفدار پیروزی ناسیونالیست‌ها بودند. مکزیک نگرش اخلاقی شدیدی به این قضیه داشت به ویژه آنکه عمده دولت‌های آمریکای لاتین—شامل آرژانتین، برزیل، شیلی، و پرو—کم و پیش آشکارا با ملی گرایان همنوا بودند. با این حال کمک مکزیک کمک تنها مقداری ناچیز بود در شرایط عملی اگر مرز فرانسه بسته می‌شد و اگر آلمان نازی و ایتالیای فاشیست کمک‌های کیفیت و کمیت بیشتری به ناسیونالیست‌ها می‌کردند و کمک مکزیک در مقایسه به مراتب فراتر از توان مکزیک بود.
مکزیک به میزان دو میلیون دلار کمک در اختیار ملی گرایان قرار داد برخی از کمک‌های مادی شامل تعداد کمی از هواپیمای ساخت امریکا مانند  Bellanca CH-300 و اسپارتان زئوس بودند  که قبلاً در نیروی هوایی مکزیک خدمت کرده بودند. البته تمامی این هواپیماها به جمهوری خواهان نرسید.

### اتحاد جماهیر شوروی

اتحاد جماهیر شوروی سوسیالیستی جمهوری

بسیاری از کمکهای شوروی یا از دست رفتند یا خیلی کمتر از آن‌چیزی بودند که استالین وعده داده‌بود. او تنها به یادداشت کوتاهی بسنده کرد که بسیاری از کمک‌ها در حین حمل و نقل گم شده‌اند. در نهایت زمانی که کشتی‌های حامل کمک سفر خود را به مقصد  جمهوری خواهان آغاز نمود پروسه بسیار کند بود. استالین دستور داده بود عرشه ای تقلبی بر روی کشتی‌ها ساخته شوند و پرچم کشتی و رنگ آن عوض شود تا از دستگیری و ضبط اموا کشتی‌ها وسط ناسیونالیست‌ها جلوگیری شود.

## پشتیبانی دوسوگرا

### فرانسه

جمهوری فرانسهاست.

در اواخر  جنگ اغلب کشتی‌های دریا رو نیروی دریایی جمهوری خواه اسپانیا به بنزرت در تحت‌الحمایه فرانسه در تونس که تخلیه شدند که بعدها به جناح فرانکویست تحویل داده شد. به جز چند نفر از خدمه که وظیفه نگهبانی در کشتی‌های جمهوری اسپانیا را بر عهده داشتند ملوانان و افسران زندانی در اردوگاه کار اجباری در مهری زابنز وارد شدند. باقی افراد شکست خورده از دیگر شاخه‌های اسپانیایی جمهوریخواه نیروهای مسلح که فرار کرده بودند توسط مقامات فرانسوی دستگیر و در اردوگاه‌های کار اجباری در جنوب فرانسه مانند توقیف گاه ارجز در مر زندانی شدند. به طوریکه در یک زمان در حدود ۱۰۰۰۰۰ از شکست خوردگان ارتش جمهوری خواه اسپانیا در فرانسه در نگه داشته می شدند. از آن جا آن‌ها به تبعید فرستاده شدند و یا به ارتش متفقین به مبارزه با متحدین پیوستند در حالی که دیگران به پایان رسید تا در اردوگاه های کار اجباری نازی ها.